# Margaret Adeoye
Margaret Adeoye (Lagos, Nigeria, 22 de abril de 1985) es una atleta nacida nigeriana nacionalizada británica, especialista en la prueba de 4x400 m, con la que llegó a ser subcampeona mundial en 2013.

## Carrera deportiva
En el Mundial de Moscú 2013 gana la medalla de plata en relevos 4x400 metros, tras las rusas y estadounidenses.
Al año siguiente, en el Campeonato Europeo de Atletismo de Zúrich 2014 ganó la medalla de bronce en la misma prueba, con un tiempo de 3:24.34 segundos, llegando a meta tras Francia y Ucrania, siendo sus compañeras de equipo:Eilidh Child, Kelly Massey, Shana Cox, Emily Diamond y Victoria Ohuruogu.